# Верхнесолёновское сельское поселение
Верхнесолёновское сельское поселение — муниципальное образование в Весёловском районе Ростовской области.
Административный центр поселения — хутор Верхнесолёный.

## Административное устройство
В состав Верхнесолёновского сельского поселения входят:
- хутор Верхнесолёный
- хутор Кирпичный
- хутор Ленинский
- хутор Малая Балабинка
- хутор Маныч-Балабинка
- хутор Нижнесолёный
- хутор Новосёловка
- посёлок Новый
- посёлок Полевой
- хутор Рассвет
- посёлок Садковский
- посёлок Северный
- хутор Спорный
- посёлок Средний Маныч
- хутор Цугейкин
- посёлок Чаканиха

## Население
| 2010  | 2012  | 2013  | 2014  | 2015  | 2016  | 2017  |
| ----- | ----- | ----- | ----- | ----- | ----- | ----- |
| 9413  | ↘9315 | ↘9283 | ↘9192 | ↘9141 | ↘9108 | ↘9048 |
| 2018  | 2019  | 2020  | 2021  |       |       |       |
| ↘8985 | ↘8836 | ↘8739 | ↘8671 |       |       |       |